# Нілтон Пашеку
Нілтон Пашеку (порт. Nilton Pacheco, 26 липня 1920 — 26 червня 2013) — бразильський баскетболіст.
Бронзовий призер Олімпійських ігор 1948 року.